# Йоруба (мова)
Йоруба — мова, якою розмовляє народ йоруба, значна частина населення Нігерії, Того та Беніну. Йоруба складає діалектний континуум із загальною кількістю понад 20 млн мовців. В Нігерії вона має статус офіційної мови. Йоруба належить до бенуе-конголезьких мов нігероконголезької мовної родини.
Йоруба — аналітична тональна мова з порядком слів підмет-присудок-додаток (SVO).

## Лінгвогеографія

### Ареал та чисельність

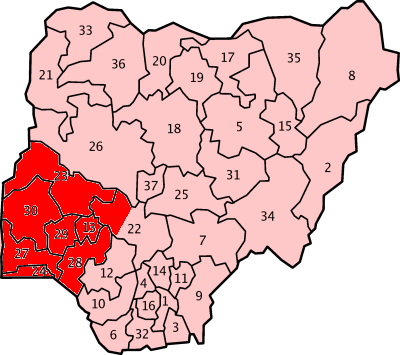
Адміністративні одиниці Нігерії, де поширена мова йоруба

Велика частина йоруба (близько 20 мільйонів) мешкає у Нігерії, у штатах Лагос, Ойо, Огун, Ондо, Екіті, Осун, Когі та Квара. Крім того, йоруба живуть у південно-східній частині Беніну, а також центральному та північному Того.
Йоруба зберігається як мова культу у середовищі нагос, нащадків рабів-йоруба у Бразилії. Крім цього, якоюсь мірою він побутує у нащадків рабів на Кубі та Сьєрра-Лєоне.

### Соціолінгвістичні відомості
Йоруба становили великий відсоток серед вивезених в Новий світ рабів. У зв'язку з цим багато хто зі звільнених рабів, які оселилися на початку XIX століття у Фрітауні, були йоруба. У 1831 році йоруба був обраний одною з двох африканських мов викладання в жіночій школі в Сьєрра-Леоне.
У 1920-і роки серед носіїв йоруба починає поширюватися грамотність, що призводить до появи оригінальної прози і поезії на йоруба.
Йоруба викладається як предмет у нігерійських школах, крім того, він вивчається в як мінімум восьми університетах Нігерії, а також у Беніні. Поряд з англійською, хауса й ігбо йоруба використовується в Національній асамблеї Нігерія, а також у Національній асамблеї Беніну.
У наші часи на йоруба виходять газети, книги й радіопередачі, знімаються фільми. Йоруба широко використовується у суспільному житті, у тому числі в освіті та політичних кампаніях.

### Діалекти

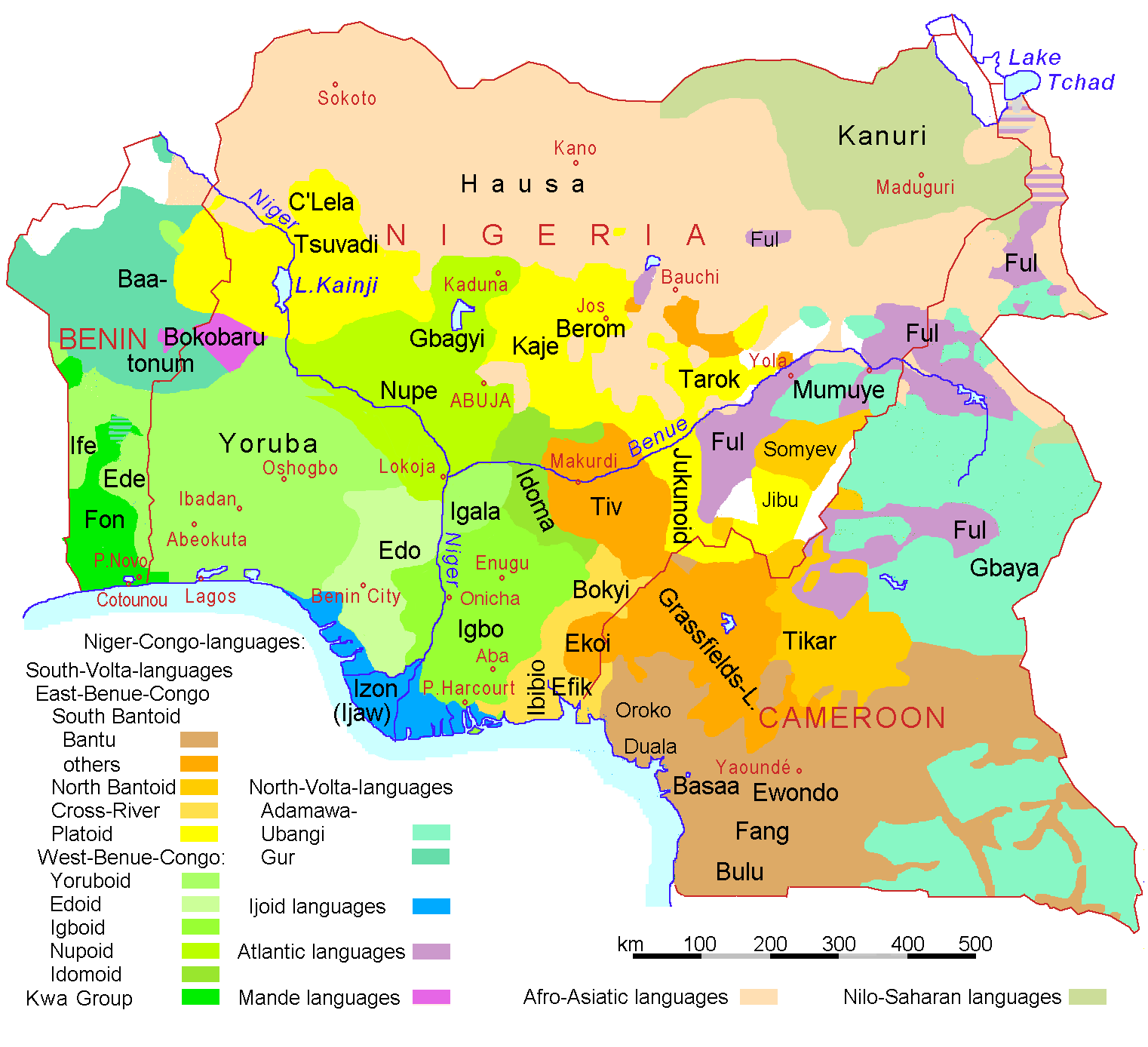
Йоруба на фоні інших мов Нігерії, Беніну та Камеруну

Йоруба ділиться на порядку 20 діалектів: ойо, екіті, егба, іджебу, іджеша, іфе, ігбоміна, онда, ово, ягба та інші.

## Лінгвістична характеристика

### Фонетика та фонологія

#### Голосні

Голосні йоруба. відзначені точками. Кольорові зони вказують можливі області артикуляції носових голосних

У літературному йоруба сім чистих та п'ять носових голосних:
|                | Передні | Задні |
| -------------- | ------- | ----- |
| Високі         | i ĩ     | u ũ   |
| Високо-середні | e       | o     |
| Низько-середні | ɛ ɛ̃     | ɔ ɔ̃   |
| Низькі         | a (ã)   | a (ã) |

Голосні ɔ̃ та ã є алофонами одної фонеми.
Є також довгі голосні: aago «дзвіночок» — ago «чашка».

#### Приголосні
Приголосні йоруба:
|              | Губні | Ясенні | Середньопіднебінні | Задньоязикові | Задньоязикові | Гортанні |
| Звичайні     | Губні | Ясенні | Середньопіднебінні | Губні         |               | Гортанні |
| ------------ | ----- | ------ | ------------------ | ------------- | ------------- | -------- |
| Носові       |       |        |                    | ŋ             |               |          |
| Проривні     | b     | t d    | ɟ                  | k ɡ           | k͡p ɡ͡b         |          |
| Фрикативні   | f     | s      | ʃ                  |               |               | h        |
| Апроксиманти |       | l      | j                  |               | w             |          |
| Одноударні   |       | ɾ      |                    |               |               |          |

#### Просодія
У йоруба розрізняють три тони — високий, низький і середній. На письмі високий позначається акутом (á), низький — гравісом (à), а середній зазвичай не маркується (в ситуації, якщо це необхідно зробити, наприклад, на складовому носовому, це робиться макроном — n̄). Тони розрізняють значення: igbá «тиква», igba «двісті», ìgbá «баклажан», ìgbà «час», igbà «альпіністська мотузка».

## Писемність
Для запису йоруба використовується латинський алфавіт, доповнений буквами ẹ (ɛ), ọ (ɔ) та ṣ (ʃ). Буква p означає двофокусний звук k͡p.
Носові голосні на письмі передаються поєднанням голосної та n: fún [fṹ] «давати», pọn [k͡pɔ̃] «наливати».
| A | B | D | E | Ẹ | F | G | Gb | H | I | J | K | L | M | N | O | Ọ | P | R | S | Ṣ | T | U | W | Y |
| a | b | d | e | ẹ | f | g | gb | h | i | j | k | l | m | n | o | ọ | p | r | s | ṣ | t | u | w | y |

| A | B | D | E | Ɛ | F | G | Gb | H | I | J | K | Kp | L | M | N | O | Ɔ | P | R | S | Sh | T | U | W | Y |
| a | b | d | e | ɛ | f | g | gb | h | i | j | k | kp | l | m | n | o | ɔ | p | r | s | sh | t | u | w | y |